# 대습상속
대습 상속(代襲相續,antilapse)은 법정 상속권자가 피상속인의 사망 전에 사망하거나 상속 결격자가 되어 상속할 수 없는 경우, 그의 직계 비속(直系卑屬)이 대신 상속인이 되는 것을 말한다.
대한민국 민법 상속편에 따르면, 상속인이 될 피상속인의 직계 비속이나 형제자매가 상속 개시 이전에 사망하거나 결격자가 된 경우에 그의 직계 비속이 있으면 그 직계 비속이 사망하거나 결격된 사람의 순위에 갈음하여 상속인이 되고,(민법 제1001조) 그 상속분은 사망 또는 결격된 사람의 상속분에 따른다.(민법 제1010조)
피상속인의 자녀가 상속 개시 이전에 전부 사망하거나 결격된 경우에도 피상속인의 손자녀는 제1000조에 따라 본위 상속하는 것이 아니라 제1001조에 따라 대습 상속한다.
그런데, 대한민국 민법은 제1003조제2항 및 제1010조제2항 후단에서 피대습자(피상속인의 직계 비속이나 형제자매)의 배우자에게도 대습 상속권을 인정한다. 이는 일본, 중화민국 등 다른 나라에는 없는 이례적 규정이다. 피대습자의 배우자의 대습 상속은 1990년 이전에 아들과 딸, 딸의 기혼·미혼 여부에 따라 상속분을 차별하던 가부장제 아래에서 며느리의 대습 상속을 인정하던 것에서 시작하였고, 양성 평등을 이유로 1991년에 사위에게까지 확대되었다. 이 규정에 대해서는 시대착오적이어서 삭제해야 한다는 의견이 많다.

## 관련 규정
민법
제1001조(대습상속) 제1000조제1항제1호와 제3호의 규정에 의하여 상속인이 될 직계비속 또는 형제자매가 상속개시 전에 사망하거나 결격자가 된 경우에 그 직계비속이 있는 때에는 그 직계비속이 사망하거나 결격된 자의 순위에 갈음하여 상속인이 된다.
제1003조(배우자의 상속순위)
② 제1001조의 경우에 상속개시 전에 사망 또는 결격된 자의 배우자는 같은 조의 규정에 의한 상속인과 동순위로 공동상속인이 되고, 그 상속인이 없는 때에는 단독상속인이 된다.
제1010조(대습상속분) ① 제1001조의 규정에 의하여 사망 또는 결격된 자에 갈음하여 상속인이 된 자의 상속분은 사망 또는 결격된 자의 상속분에 의한다.
② 제1항의 경우에 사망 또는 결격된 자의 직계비속이 수인인 때에는 그 상속분은 사망 또는 결격된 자의 상속분의 한도에서 제1009조의 규정에 의하여 이를 정한다. 제1003조제2항의 경우에도 또한 같다.
제1118조(준용규정) 제1001조, 제1008조, 제1010조의 규정은 유류분에 이를 준용한다.

## 사례
- 남편이 사망한 후 다른 남자와 재혼한 여자는 재혼으로 인하여서 더 이상 사망한 전남편의 배우자가 아니기 때문에 옛 시아버지의 유산을 대습 상속하지 못한다. 그러나, 여자가 양육하는 전남편의 아들은 전남편의 몫을 대습 상속한다.[2]
- 대한항공 801편 추락 사고로 인하여 가족 동반 여행 중이던 재력가와 그 처, 자녀들, 손자녀들이 전부 사망해 결국 그 재력가의 재산이 모두 사위에게 상속되었다. 당시 법원은 민법 제1001조(대습 상속)의 '상속 개시 전'에는 딸이 아버지보다 먼저 사망한 경우 뿐만 아니라 동시에 사망하거나 '동시에 사망하는 것으로 추정되는 경우'도 포함하는 것이라고 합목적적으로 해석했다.[3]
- 홀어머니 소유의 10억 원에 달하는 재산을 노리고 둘째 아들이 어머니와 형을 살해하였다. 이 경우 둘째 아들은 상속 결격자가 되므로, 어머니의 재산은 둘째 아들의 처가 대습 상속한다. 그런데, 자녀가 없는 둘째 아들의 처가 자살하여 어머니의 재산은 남편인 둘째 아들과 장인 부부가 상속하게 되었다.[4]

## 대한민국 판례
- 민법 제1000조 제1항, 제1001조, 제1003조의 각 규정에 따르면, 대습 상속은 상속인이 될 피상속인의 직계 비속 또는 형제자매가 상속 개시 전에 사망하거나 결격자가 된 경우에 사망자 또는 결격자의 직계 비속이나 배우자가 있는 때에는 그들이 사망자 또는 결격자의 순위에 갈음하여 상속인이 되는 것을 말하는 것으로, 대습 상속은 상속인이 될 자(사망자 또는 결격자)가 피상속인의 직계 비속 또는 형제자매인 경우에 한정한다. 그러므로, 상속인이 될 자(사망자 또는 결격자)의 배우자는 민법 제1003조에 의하여 대습 상속인이 될 수는 있으나, 피대습자(사망자 또는 결격자)의 배우자가 상속 개시 전에 사망하거나 결격자가 된 경우 그 배우자에게 다시 피대습자로서의 지위가 인정될 수는 없다.[5]

- 채무자인 피상속인이 그의 처와 동시에 사망하고 제1순위 상속인인 자녀 전원이 상속을 포기한 경우에는, 상속을 포기한 자녀는 상속 개시 시부터 상속인이 아니었던 것과 같은 지위에 놓이게 되므로 그 다음 근친 직계 비속인 피상속인의 손자녀들이 차순위의 본위 상속인으로서 피상속인의 채무를 상속하게 된다.[6]

- 우리나라에서는 전통적으로 오랫동안 며느리의 대습 상속이 인정되어 왔고 1958. 2. 22. 제정된 민법에서도 며느리의 대습 상속을 인정하였으며 1990. 1. 13. 개정된 민법에서 며느리에게만 대습 상속을 인정하는 것은 남녀 평등·부부 평등에 반한다는 것을 근거로 하여 사위에게도 대습 상속을 인정하는 것으로 개정한 점, 헌법 제11조 제1항이 누구든지 성별에 의하여 정치적·경제적·사회적·문화적 생활의 모든 영역에 있어서 차별을 받지 아니한다고 규정하고 있고 헌법 제36조 제1항이 혼인과 가족 생활은 양성의 평등을 기초로 성립되고 유지되어야 하며 국가는 이를 보장한다고 규정하고 있는 점, 현대 사회에서 딸이나 사위가 친정 부모 내지 장인장모를 봉양, 간호하거나 경제적으로 지원하는 경우가 드물지 아니한 점, 배우자의 대습 상속은 혈족 상속과 배우자 상속이 충돌하는 부분인데 이와 관련한 상속 순위와 상속분은 입법자가 입법 정책적으로 결정할 사항으로서 원칙적으로 입법자의 입법 형성의 재량에 속한다고 할 것인 점, 상속 순위와 상속분은 그 나라 고유의 전통과 문화에 따라 결정될 사항이지 다른 나라의 입법례에 크게 좌우될 것은 아닌 점, 피상속인의 방계 혈족에 불과한 피상속인의 형제자매가 피상속인의 재산을 상속받을 것을 기대하는 지위는 피상속인의 직계 혈족의 그러한 지위만큼 입법적으로 보호하여야 할 당위성이 강하지 않은 점 등을 종합하여 볼 때 외국에서 사위의 대습 상속권을 인정한 입법례를 찾기 어렵고 피상속인의 사위가 피상속인의 형제자매보다 우선하여 단독으로 대습 상속하는 것이 반드시 공평한 것인지 의문을 가져볼 수는 있다 하더라도 이를 이유로 곧바로 피상속인의 사위가 피상속인의 형제자매보다 우선하여 단독으로 대습 상속할 수 있음이 규정된 민법 제1003조 제2항이 입법 형성의 재량의 범위를 일탈하여 행복 추구권이나 재산권 보장 등에 관한 헌법 규정에 위배되는 것이라고 할 수 없다.[7]

## 같이 보기
- 동시사망
- 상속결격
- 유증철회